# New-Britainral
De New-Britainral (Hypotaenidia insignis synoniem: Gallirallus insignis) is een vogel uit de familie Rallidae (Rallen).

## Verspreiding en leefgebied
Deze soort is endemisch in Nieuw-Brittannië, een eiland van Papoea-Nieuw-Guinea en het grootste eiland van de Bismarck-archipel.

## Status
De grootte van de populatie is in 2002 geschat op 1500-7000 volwassen vogels. Op de Rode lijst van de IUCN heeft deze soort de status gevoelig.